# Ахтценерляйн
Ахтценерляйн (нем. Achtzehnerlein) — название шпицгроша в землях Саксонии, Шварцбурга и Мансфельда в XVI столетии. Своё название монета получила благодаря своей стоимости в 18 (нем. achtzeehn) пфеннигов. Являлась 1⁄16 рейхсталера . Согласно дополнению 1566 года к имперскому монетному уставу 1559 года чеканка ахтценерляйнов была прекращена. Некоторое время они продолжали хождение. В 1577 году в Хальберштадте они были законодательно приравнены к 15 пфеннигам, а вскоре и вовсе не имеющими стоимости.